# Kurt Feldt
Kurt Feldt (ur. 22 listopada 1887 w Schmentau (obecnie: Smętowo Graniczne), zm. 11 marca 1970 w Berlinie) – uczestnik I wojny światowej, generał kawalerii w Wehrmachcie podczas II wojny światowej.

## Życiorys
Po ukończeniu studiów w 1908 postanowił wstąpić do wojska. Rozpoczął szkolenie w Regimencie Ułanów von Schmidt Nr. 4 w Toruniu. Po zakończeniu szkolenia w 1909 został mianowany na chorążego.
Na początku I wojny światowej zaciągnął się do 1 Dywizji Kawalerii. Wojnę zakończył w stopniu rotmistrza.
W czasie dwudziestolecia międzywojennego służył w różnych oddziałach kawalerii.
W pierwszych latach II wojny światowej zaangażowany był w wiele kampanii i bitew, często wykonywał operację na własną rękę. Uczestniczył w kampanii wrześniowej jako dowódca 1 Brygady Kawalerii. Podczas kampanii holenderskiej dowodził 1 Dywizją Kawalerii. Dowodził Niemcami w czasie bitwy o Afsluitdijk. W czerwcu 1940 brał udział w zdobyciu Saumur (siedzibie francuskiej kawalerii). Po przekształceniu 1 Dywizji Kawalerii w 24 Dywizję Pancerną, w 1942 zostaje dowódca okręgu obronnego południowo-zachodniego we Francji, a następnie dowódcą okręgu obronnego VI. W 1944 chwilowo był dowódcą obozu Abschnit III, następnie został szefem sztabu korpusu Feldt (od swojego nazwiska). Od 5 lutego 1945 aż do końca wojny zostaje Naczelnym dowódcą sił zbrojnych w Danii i dowódcą korpusu Süd Jütland.
Został pojmany przez wojska alianckie 8 maja 1945. Od 8 maja 1945 do 23 grudnia 1947 więziony jako jeniec wojenny.
Po wojnie zaangażował się w Centrum hodowli i badań niemieckich koni gorącokrwistych i był członkiem jego zarządu.
Kurt Feldt zmarł w Berlinie 11 marca 1970.

## Kariera
- 1938 - 25 października 1939 dowódca 1 Brygady Kawalerii
- 25 października 1939 - 28 listopada 1941 dowódca 1 Dywizji Kawalerii
- 28 listopada 1941 - 14 kwietnia 1942 dowódca 24 Dywizji Pancernej
- 14 kwietnia 1942 - 8 lipca 1942 w rezerwie
- 8 lipca 1942 - 11 stycznia 1943 dowódca okręgu obronnego południowo-wschodniego we Francji (Militärverwaltungs Bezirke Südwestfrankreich ou Oberfeldkommandantur)
- 11 stycznia 1943 - 10 sierpnia 1944 dowódca okręgu obronnego VI
- 10 sierpnia 1944 - 12 września 1944 dowódca obozu Abschnit III – Marne (Befehlshaber Abschnit III)
- 12 września 1944 - 5 lutego 1945 szef sztabu korpusu Feldt (Korps Feldt)
- 5 lutego 1945 - 8 maja 1945 Naczelny dowódca sił zbrojnych w Danii (General z.b.V. Wehrmachtbefehlshaber Dänemark) i dowódca korpusu Süd Jütland (Korps Süd Jütland)

## Awanse
- chorąży (Fähnrich) - 1909
- porucznik (Oberleutnant) - 22 marca 1910
- rotmistrz - 18 czerwca 1917
- pułkownik (Oberst) - 1 kwietnia 1936
- generał brygady (Generalmajor) - 1 lutego 1940
- generał dywizji (Generalleutnant) - 1 lutego 1942
- generał kawalerii (General der Kavallerie) - 1 lutego 1944

## Odznaczenia
- Krzyż Żelazny II klasy - 1914
- Krzyż Żelazny I klasy - 1914
- Krzyż Rycerski Krzyża Żelaznego - 23 sierpnia 1941